# Paolo Gavanelli
Paolo Gavanelli (Monselice, 1959) è un baritono italiano.

## Biografia
Ha studiato legge prima di dedicarsi al canto. Ha debuttato nel ruolo di Leporello in Don Giovanni nel 1985 al Teatro Donizetti di Bergamo.  È particolarmente noto nell'ultima parte della sua carriera per le sue interpretazioni di ruoli baritonali verdiani e ha cantato nei principali teatri lirici d'Europa e del Nord America, tra cui il Teatro alla Scala, il Teatro dell'Opera di Parigi, il Covent Garden di Londra e il Metropolitan Opera di New York.

## Premi
Candidatura al Grammy Awards 2008 nella categoria "Best Opera Recording" per La traviata.